# Grillo (personaggio)
Grillo è un personaggio dell'Orlando furioso di Ludovico Ariosto, menzionato in due ottave del diciottesimo libro del poema.

## Il personaggio

### Le origini
Grillo è uno degli innumerevoli guerrieri cristiani che combattono in difesa di Carlo Magno assediato a Parigi dai Mori del re africano Agramante. Di lui il poema non dà informazioni riguardo alla famiglia e alla provenienza.

### La morte
Durante una delle tante giornate di combattimenti viene ucciso il comandante saraceno Dardinello. Due suoi giovani soldati, Cloridano e Medoro, intendono recuperarne il corpo per onorarlo con le giuste esequie. Usciti di notte, penetrano nell'accampamento dei nemici, che giacciono addormentati; Cloridano informa il compagno del suo proposito di farne strage, e passa subito all'azione entrando in un padiglione dove sgozza con la spada sei giovani guerrieri (tra cui un cortigiano di Carlo Magno e il cavaliere Palidone da Moncalieri). La seconda tenda in cui Cloridano fa irruzione è quella che ospita Grillo insieme al greco Andropono e al tedesco Conrado: i tre vi giacciono dopo aver banchettato per tutta la notte all'aria aperta. In particolare, Grillo dorme col capo appoggiato a un grosso barile di vino da lui interamente vuotato, e non per nulla sta sognando di gozzovigliare. Il saraceno decapita Grillo, in modo tale da fargli sgorgare dal busto sia il sangue sia il vino bevuto; mentre la testa, benché recisa, non esaurisce subito le funzioni vitali, nel sogno che si protrae anche dopo la decollazione. Quindi Cloridano colpisce mortalmente Andropono e Conrado (un po' meno ubriachi di Grillo, per aver alternato il gioco alla crapula).
 " Così disse egli, e tosto il parlar tenne,

ed entrò dove il dotto Alfeo dormia,

che l'anno inanzi in corte a Carlo venne,

medico e mago e pien d'astrologia:

ma poco a questa volta gli sovenne;

anzi gli disse in tutto la bugia.

Predetto egli s'avea, che d'anni pieno

dovea morire alla sua moglie in seno:

ed or gli ha messo il cauto Saracino

la punta de la spada ne la gola.

Quattro altri uccide appresso all'indovino,

che non han tempo a dire una parola:

menzion dei nomi lor non fa Turpino,

e 'l lungo andar le lor notizie invola:

dopo essi Palidon da Moncalieri,

che sicuro dormia fra duo destrieri.

Poi se ne vien dove col capo giace

appoggiato al barile il miser Grillo:

avealo voto, e avea creduto in pace

godersi un sonno placido e tranquillo.

Troncògli il capo il Saracino audace:

esce col sangue il vin per uno spillo,

di che n'ha in corpo più d'una bigoncia;

e di ber sogna, e Cloridan lo sconcia.

E presso a Grillo, un Greco ed un Tedesco

spenge in dui colpi, Andropono e Conrado.

che de la notte avean goduto al fresco

gran parte, or con la tazza, ora col dado:

felici, se vegghiar sapeano a desco

fin che de l'Indo il sol passassi il guado.

Ma non potria negli uomini il destino,

se del futuro ognun fosse indovino. " 
(Ludovico Ariosto, Orlando Furioso, canto XVIII, ottave 174-177)

## Interpretazione dell'episodio
La sortita di Cloridano e Medoro ricorda quella compiuta da Eurialo e Niso nell'Eneide ai danni dei Rutuli addormentati. Nel testo ariostesco i dormienti ubriachi Grillo, Andropono e Conrado possono essere messi in relazione col giovinetto Serrano e con Reto, le uniche tra le vittime di Eurialo e Niso per le quali si parla esplicitamente di sopore dovuto all'ubriachezza (benché la si possa sospettare anche per altri dormienti, come i servi di Ramnete giacenti in mucchio tra le armi, o l'auriga di Remo disteso sotto i cavalli). Anche se Reto non viene ucciso nel sonno (la morte lo coglie quando ha da poco riaperto gli occhi), il miscuglio di sangue e vino da lui vomitato è lo stesso che esce dal busto reciso di Grillo, peraltro paragonato da Ariosto a una botte forata (" esce col sangue il vin per uno spillo / di che n'ha in corpo più d'una bigoncia  "). Entrambi i personaggi si caratterizzano per una marcata tendenza alla bestialità, mancante invece in Serrano, il bevitore virgiliano che con Grillo condivide la morte per decapitazione: nonostante la gozzoviglia, il volto del giovanissimo rutulo conserva infatti tutta la sua bellezza, e il suo giaciglio si cosparge di solo sangue, così come quelli di Lamiro e Lamo, e il letto di Remo, gli altri tre guerrieri che nell'episodio classico subiscono il taglio della testa.
 " Vicino uccide tre servi che giacevano a caso 

tra le armi, e lo scudiero di Remo; all'auriga trovato

sotto i cavalli col ferro squarcia il collo riverso;

poi decapita il loro padrone, e lascia il tronco

rantolante nel sangue; la terra e i giacigli s'intridono

caldi di nero umore. E anche Lamiro e Lamo,

e il giovane Serrano, che aveva giocato fino alla notte

più tarda, bellissimo d'aspetto; giaceva con le membra vinte

dall'eccesso del dio.[...]

Non minore la strage di Eurialo; ardente anch'egli

imperversa, e nel folto assale una grande anonima

folla, Fado, e Erbeso, e Reto e Abari

inconsapevoli; Reto si era svegliato e tutto vedeva,

celandosi atterrito dietro un grande cratere:

mentre si alzava Eurialo gli immerse da presso la spada

in pieno petto, e la estrasse con molta morte.

Quegli emette l'anima purpurea, e morendo rigetta

vino misto a sangue; questi, fervido incalza nell'agguato. " 
(Virgilio, Eneide, libro IX, traduzione di Luca Canali)

## Fonti
- Ludovico Ariosto, Orlando Furioso, libro XVIII.